# توواریشوو
توواریشوو (به صربی: Tovariševo) یک منطقهٔ مسکونی در صربستان است که در Bačka Palanka Municipality واقع شده‌است. توواریشوو ۲٬۶۵۷ نفر جمعیت دارد.